# Хамило
Хамило (грч. Χαμηλό) је насељено место у општини Пеонија у периферији Средишња Македонија, Грчка. Према попису из 2021. године било је 92 становника.
Српски географ Боривоје Милојевић, 1920. године наводи да је у Хамилу било 55 кућа Турака. Године 1924. турско становништво је принудно исељено у Турску а на њихово место је насељен већи број грчких избегличких породица и једна словенска из суседног села Мојин. На попису из 1928. године Хамило је имало 219 становника. Село се раније звало Алчак.